# エディー・セグラ
エディー・リビングトン・セグラ・マルティネス（Eddie Livington Segura Martínez, 1997年2月2日 - ）は、コロンビア・ペレイラ出身のサッカー選手。メジャーリーグサッカー・ロサンゼルスFC所属。ポジションはディフェンダー。

## 経歴
セグラはデポルティーボ・ペレイラでプロ選手としてのキャリアをスタートさせた。初出場は彼が16歳の時で、コロンビア2部であるカテゴリア・プリメーラBでの2013年5月5日のポパヤン大学(Universitario Popayán)とのアウェイゲームであり、フル出場して4-2で勝利した。

2017年にアトレティコ・ウイラに移籍。その年の2月2日に、カテゴリア・プリメーラAへの初出場を果たした。
2018年11月21日、セグラはアメリカ、MLSのロサンゼルスFCに6ヶ月の期限付き移籍をした。その後、2019年7月29日に、期限付き移籍に付随していた買い取りオプションより、ロサンゼルスFCに完全移籍した。

## クラブ成績
| クラブ                   | 年           | リーグ | リーグ | 国内カップ戦 | 国内カップ戦 | 国外カップ戦 | 国外カップ戦 | 合計 | 合計 |
| クラブ                   | 年           | 出場   | 得点   | 出場         | 得点         | 出場         | 得点         | 出場 | 得点 |
| ------------------------ | ------------ | ------ | ------ | ------------ | ------------ | ------------ | ------------ | ---- | ---- |
| デポルティーボ・ペレイラ | 2013         | 5      | 0      | 4            | 1            | -            | -            | 9    | 1    |
| デポルティーボ・ペレイラ | 2014         | 32     | 1      | 4            | 0            | -            | -            | 36   | 1    |
| デポルティーボ・ペレイラ | 2015         | 8      | 0      | 4            | 1            | -            | -            | 9    | 1    |
| デポルティーボ・ペレイラ | 2016         | 8      | 0      | 5            | 0            | -            | -            | 13   | 0    |
| デポルティーボ・ペレイラ | 合計         | 53     | 1      | 17           | 1            | 0            | 0            | 70   | 3    |
| アトレティコ・ウイラ     | 2017         | 36     | 0      | 3            | 0            | -            | -            | 39   | 0    |
| アトレティコ・ウイラ     | 2018         | 41     | 2      | 0            | 0            | -            | -            | 41   | 0    |
| アトレティコ・ウイラ     | 合計         | 77     | 2      | 3            | 0            | 0            | 0            | 79   | 2    |
| ロサンゼルスFC           | 36           | 1      | 3      | 0            | 0            | 0            | 39           | 1    |      |
| ロサンゼルスFC           | 合計         | 36     | 1      | 3            | 0            | 0            | 0            | 39   | 1    |
| キャリア通算             | キャリア通算 | 166    | 4      | 23           | 2            | 0            | 0            | 189  | 6    |

## 代表経歴
2019年11月に、初めてU-23コロンビア代表に選ばれた。親善試合の日本戦のメンバーとしてであり、この試合で初出場を果たした。

## タイトル

### クラブ
ロサンゼルスFC
- サポーターズ・シールド : 2019